# Bühlauer Außenbahn
| Streckenlänge: | 1,67 km |                                |                             |
| Spurweite: | 1450 mm |                                |                             |
| Stromsystem: | 600 =   |                                |                             |
| |         |                                |                             |
| \| \| \| von Grundstraße \| \| \| \| Bühlau Wendeschleife (ab 1931) \| \| \| \| Bühlau Beginn der Außenbahn[1] \| \| \| \| Siedlung Bühlau[2] \| \| \| \| Taubenberg \| \| \| \| Stadtgrenze Dresden \| \| \| \| Ausweiche ohne Haltestelle \| \| \| \| Weißig \| \| \| \| Stand: 1932 \| |         |                                |                             |
| U-Bahn-Strecke |         | von Grundstraße                | von Grundstraße             |
| |         | Bühlau Wendeschleife (ab 1931) |                             |
| U-Bahn-Bahnhof |         | Bühlau Beginn der Außenbahn    | Bühlau Beginn der Außenbahn |
| U-Bahn-Bahnhof |         | Siedlung Bühlau                | Siedlung Bühlau             |
| U-Bahn-Bahnhof |         | Taubenberg                     | Taubenberg                  |
| U-Bahn-Grenze |         | Stadtgrenze Dresden            | Stadtgrenze Dresden         |
| U-Bahn-Dienststation / Betriebs- oder Güterbahnhof |         | Ausweiche ohne Haltestelle     | Ausweiche ohne Haltestelle  |
| U-Bahn-Haltepunkt / Haltestelle Streckenende |         | Weißig                         | Weißig                      |
| |         | Stand: 1932                    |                             |

Die Bühlauer Außenbahn war eine durch den sächsischen Staat in der Dresdner Spurweite von 1450 Millimetern ausgeführte Überlandstraßenbahn, die von 1908 bis 1949 in Straßenseitenlage die damals selbständige Gemeinde Bühlau mit dem Endpunkt der Bahnstrecke Dürrröhrsdorf–Weißig in Weißig verband. Im Volksmund trug sie den Spitznamen Fitschel. 1949 wurde die Strecke eingestellt, sie wurde im Verlauf Teil der einzigen Oberleitungsbusstrecke Dresdens.

## Streckenbeschreibung
Die eingleisige Strecke mit Ausweichen begann 1908 unmittelbar in Fortsetzung der Kuppelendstelle der Städtischen Straßenbahn Dresden auf dem Ullersdorfer Platz. Unmittelbar nach Verlassen der Gleisschleife Richtung Weißig wechselte sie in Mittellage mit einer letzten Ausweiche vor dem Bahnhof. Von dort aus führte sie auf die stadtauswärts rechte Seite und endete mit einem einfachen Stichgleis auf dem Bahnhofsvorplatz.

## Geschichte

### Vorgeschichte und Bau
Ende des 19. Jahrhunderts forderten auch die Dörfer des Schönfelder Hochlandes eine Eisenbahn. Bereits 1880 gründete sich unter Führung des Rittergutsbesitzers Kanitz aus Schönfeld und unter Beteiligung des Industriellen Ludwig Küntzelmann ein Eisenbahnkomitee, welches eine Strecke von Dresden-Neustadt über Bühlau und Weißig nach Dürrröhrsdorf plante. Die Planungen der Strecke von 1890 wiederum sahen einen erheblichen Umweg und die Durchquerung der Dresdner Heide vor, so dass auch diese Planungen abgelehnt wurden. 1893 wurde das Projekt einer meterspurigen Schmalspurbahn ausgearbeitet. Diese sollte unter der Marienbrücke beginnen, bis in die Nähe des Waldschlößchens dem Elbufer folgen und dann als Dampfstraßenbahn weiter zum Weißen Hirsch und bis nach Bühlau, Weißig und Schönfeld führen. Die zu überwindenden Steigungen von bis zu 77 Promille ließen auch dieses Projekt scheitern.
Die Eröffnung der Standseilbahn weckte das Interesse der Dresdner Straßenbahn A.-G., der sogenannten Gelben, die die Bergstrecke vom Waldschlößchen über den Weißen Hirsch bis Bühlau am 23. August 1899 eröffnete. Dazu beschaffte sie Fahrzeuge, die mit extra starken Motoren und zusätzlich Fallklotzbremse ausgerüstet waren und im neu errichteten Straßenbahnhof Bühlau stationiert wurden. Dabei war die doppelte Anzahl der tatsächlich benötigten Fahrzeuge vorhanden, da die Fahrmotoren im Stand nach ihrem Einsatz mindestens einen Tag auskühlen mussten. 1906 wurde der auf dieser Strecke verkehrenden Linie die Liniennummer 11 zugeteilt, die sie auch heute – 2023 – noch hat.
Am 9. Mai 1900 wurde durch den Sächsischen Landtag der Bau einer meterspurigen Sekundärbahn von Bühlau nach Dürrröhrsdorf beschlossen. Als Vorleistung wurde für die Straßenbahnlinie die Einlegung einer dritten Schiene verlangt, das durch die Gelbe von Bühlau aus in beiden Gleisen bis zur Flurgrenze zum Weißen Hirsch, die zwischen Grenzweg (heute: Neugersdorfer Straße) und Straußstraße lag, auf einer Länge von 1,47 Kilometern auch realisiert wurde. Das Lichtraumprofil wurde so konzipiert, dass im Rollbockverkehr eine Möglichkeit der Begegnung aufgebockter Güterwagen mit entgegenkommenden Straßenbahnzügen bestand.
Durch eine Wirtschaftskrise wurde das Projekt nicht realisiert und die Vorarbeiten 1904 erst wieder aufgenommen. Dabei stellte sich heraus, dass mit nur geringen Mehrkosten es als Regelspurstrecke mit einem deutlich rationelleren Betrieb realisiert werden kann. In diesem Zusammenhang wurde die Streckenplanung gekürzt und nurmehr bis zum westlichen Ortsausgang von Weißig zum Bahnhof Weißig-Bühlau geführt. Von dort aus plante und baute der Staat für den Personenverkehr eine Straßenbahnstrecke bis Bühlau. Güterverkehr war Richtung Bühlau nicht mehr vorgesehen.

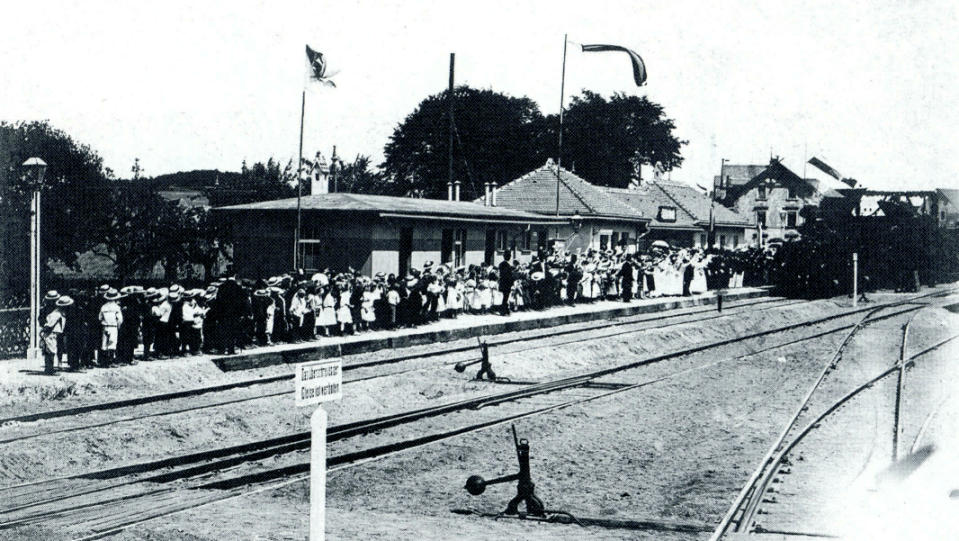
Eröffnungszug im Bahnhof Weißig-Bühlau am 30. Juni 1908

Am 30. Juni 1908 wurde die neue Sekundärbahn von Dürrröhrsdorf aus mit einem Festzug eröffnet. Einen Tag später wurde der planmäßige Zugverkehr aufgenommen. Gleichzeitig wurde am 30. Juni 1908 der Betrieb auf der neuen Straßenbahnlinie, der „Bühlauer Außenbahn“, eröffnet, mit deren Bau im April 1908 begonnen worden war. Die nunmehr sinnlos gewordene dritte Schiene in Bühlau wurde noch 1908 beginnend wieder ausgebaut.

### Betrieb
Die neue Straßenbahn war Staatseigentum, den Betrieb führte die Städtische Straßenbahn Dresden auf Rechnung des Staates. Sie ließ jeden dritten oder vierten Zug auf der Linie 11 Neustädter Bahnhof–Bühlau nach Weißig durchlaufen, so dass zwischen Bühlau und Weißig eine Wagenfolge von 30 Minuten bestand. Die Beiwagen blieben in Bühlau zurück, dafür gab es von und zu den Zügen auch Einsatzwagen. Der Verkehr auf der Eisenbahnstrecke war allerdings schwach, bis zum Ersten Weltkrieg verkehrten nur vier Zugpaare täglich, durchweg als Güterzüge mit Personenbeförderung (GmP). In Kriegs-, Nachkriegs- und Krisenzeiten waren es zwei Zugpaare, ansonsten drei.
Für die Strecke Bühlau–Weißig war ein Fahrpreis von zehn Pfennig zu entrichten, gegebenenfalls zusätzlich zum Fahrpreis von Dresden bis Bühlau.
1914 wurde eine Petition der Gemeinde Weißig zur Verlängerung der Strecke in den Ortskern vom Sächsischen Landtag abgelehnt. Der Fahrgastrückgang in der Inflationszeit brachte die vollständige Einstellung vom 4. Juni 1923 bis zum 4. April 1925 der „Bühlauer Außenbahn“ mit sich. Der Verkauf der Strecke seitens des Freistaates an die Dresdner Überland-Verkehr GmbH (DRÜVEG) 1926 änderte am Betrieb der Strecke nichts.
Die Einführung der Großen Hechtwagen auf der Linie 11 führte zu deren Teilung. Ab 20. Oktober 1931 endeten alle vom Stadtzentrum kommenden Züge in der neu gebauten Wendeschleife auf dem Ullersdorfer Platz. Der Kuppelendpunkt wurde aufgelöst und bestand nur noch aus einem Stumpfgleis stadtauswärts rechts und einem Gleiswechsel in das landwärtige Einfahrtsgleis in die Gleisschleife. Jeder zweite Zug aus der Stadt hatte Anschluss an die Außenbahn. Ausrücken konnten die Wagen Richtung Weißig über den Gleiswechsel, eingerückt wurde durch Einfahrt auf das landwärtige Gleis und anschließender Schleifenfahrt nach Umsetzen.
Die Zielfilme der „Hechtwagen“ zeigten mit kleiner Schrift „Weißer Hirsch–Bühlau“ oder „Weißer Hirsch–Weißig“ in den Zielfilmen der Stirnseite und in den Seitenfenstern stets „Bühlau“, das bei den entsprechenden Fahrten durch ein weiteres ergänzt wurde: „Anschluss nach Weißig“. Nach Weißig bestand ab 1931 eine Wagenfolge von 24 Minuten, ab 1937 alle 20 Minuten. Im Zweiten Weltkrieg und auch in der Nachkriegszeit wurde alle 30 Minuten gefahren. 1945 ruhte der Verkehr vom 23. bis 27. April und vom 7. bis 20. Mai.
In der Kriegs- und Nachkriegszeit wurden keine Instandsetzungen vorgenommen, die Gleisanlagen waren in einem verheerenden Zustand. Für den Einsatz nach Weißig mussten deshalb die Fallklotzbremsen bei den eingesetzten Triebwagen ausgebaut werden. Gleiches galt für die eingesetzten Triebwagen: 1948 wurde sogar der Einsatz von Triebwagen mit einem schadhaften Motor als sogenannte „einmotorige Wagen“ genehmigt. Wenn die Wagen zur Reparatur gingen, kamen andere mit Motorschaden auf diese Strecke, darunter auch MAN-Triebwagen. Da die Pendelwagen größtenteils in Serie (mit den daraus resultierenden Tönen) gefahren werden mussten, erhielt die Linie im Volksmund den Beinamen Fitschel.
Da kaum neue Schienen beschafft werden konnten, wurden in der Nachkriegszeit „altbrauchbare“ Schienen aus- und auf den Hauptstrecken wieder eingebaut. Bei den geschilderten Zuständen traf es auch die „Bühlauer Außenbahn“, die am 20. Februar 1949 ihren Betrieb einstellte. Unmittelbar danach wurden die Gleise abgebaut. Der Betrieb der normalspurigen Eisenbahn endete 1951.
Am 21. Februar 1949 übernahm die erste Nachkriegs-Omnibus-Linie 11 den Betrieb und pendelte zwischen Bühlau und Weißiger Gasthof. Am 1. November 1949 übernahm diese Leistungen der Oberleitungsbus bis zu dessen Einstellung 1971.

### Die Strecke der Außenbahn heute und heutige Planungen
Die Strecke selbst kann noch heute an einigen Stellen anhand von Resten des Bahndammes erahnt werden, im Bereich der Treppe des Aufgangs zu einem Baumarkt direkt an der Ortsgrenze zu Weißig (Bushaltestelle „Am Steinkreuz“, 2016) ist der ehemalige Endpunkt zu suchen.
Im Rahmen der Untersuchungen für das Stadtbahnkonzept 2020 wurde u. a. der Neubau einer 3,5 Kilometer langen Straßenbahnstrecke von Bühlau nach Weißig (aktuell Buslinie 61, Teilprojekt 2) untersucht und war zunächst bis 2019 zur Umsetzung geplant gewesen. Wegen der Schwierigkeiten beim Umbau des Ullersdorfer Platzes und einer veränderten Einschätzung der Kosten-Nutzen-Relation ist derzeit (Stand 2016) nur eine Verlängerung zu einem neu anzulegenden P+R-Platz in Höhe der Rossendorfer Straße geplant.